# چانگلا
چانگلا (به لاتین: Changla) یک کوه در نپال است که در مرز چین و نپال واقع شده‌است. چانگلا ۶٬۷۲۱ متر بالاتر از سطح دریا واقع شده‌است.